# Deoria
Deoria es  una ciudad y municipio situado en el distrito de Deoria en el estado de Uttar Pradesh (India). Su población es de 129479 habitantes (2011). Se encuentra a 317 km de Lucknow, la capital del estado.

## Demografía
Según el  censo de 2011 la población de Deoria era de 129479 habitantes, de los cuales 67462 eran hombres y 62017 eran mujeres. Deoria tiene una tasa media de alfabetización del 86,80%, superior a la media estatal del 67,68%: la alfabetización masculina es del 91,61%, y la alfabetización femenina del 81,58%.